# Noel Valladares
Noel Eduardo Valladares Bonilla (3 de maig de 1977 a Tela, Hondures) és un porter de futbol que juga per l'Olimpia, club de futbol de Tegucigalpa, Hondures.